# Billy Joe Royal
Billy Joe Royal est un chanteur américain, né le 3 avril 1942 à Valdosta dans l'État de Géorgie et mort le 6 octobre 2015 à Marietta (Caroline du Nord). Il est principalement connu pour les chansons Down in the Boondocks, Cherry Hill Park et Hush.

## Biographie
Billy Joe Royal est né le 3 avril 1942 à Valdosta dans l'État de Géorgie mais il grandit à Marietta, non loin d'Atlanta.
En juin 1965, Joe South lui écrit la chanson Down in the Boondocks et le titre devient un succès, se vendant à plus de deux millions d'exemplaires.